# Obština Borovo
Obština Borovo (bulharsky Община Борово) je bulharská jednotka územní samosprávy v Rusenské oblasti. Leží ve středním Bulharsku v Dolnodunajské nížině mezi Dunajem u hranic s Rumunskem a severním úpatím Staré planiny. Sídlem obštiny je město Borovo, kromě něj zahrnuje obština 6 vesnic. Žije zde přes 5 tisíc obyvatel.

## Sídla
Všechna sídla v obštině jsou samosprávná.
| - Batin - Borovo (sídlo správy) - Brestovica | - Ekzarch Josif - Gorno Ablanovo | - Obretenik - Volovo |

## Sousední obštiny
| Růžice kompasu |        |                | Ivanovo    | Růžice kompasu |
| Růžice kompasu | Cenovo | Sever          | Dve Mogili | Růžice kompasu |
| Růžice kompasu | Cenovo | Obština Borovo | Dve Mogili | Růžice kompasu |
| Růžice kompasu | Cenovo | Jih            | Dve Mogili | Růžice kompasu |
| Růžice kompasu | Bjala  |                |            | Růžice kompasu |

## Obyvatelstvo
K 15. září 2024 v obštině žilo 5 348 obyvatel a bylo zde trvale hlášeno 5 649 obyvatel. Podle sčítání 7. září 2021 bylo národnostní složení následující:
- Bulhaři: 2 626 (68.7 %)
- Turci: 864 (22.6 %)
- Romové: 304 (7.9 %)
- ostatní[p 3]: 30 (0.8 %)

V období 2011 až 2021 v obštině ubylo 1 157 obyvatel.